# منشية ماعين (مادبا)
منشية ماعين منطقة سكنية تقع في لواء قصبة مادبا، محافظة مادبا في الأردن. تنتمي المنطقة لقضاء ماعين الذي يضم 5 مناطق. يقدر عدد سكانها بـ 2669 نسمة حسب إحصاء 2015.

## الوصلات الخارجية
- دائرة الاحصاءات العامة